# Tree River
Der Tree River ist ein 168 km langer Zufluss des Coronation Gulf im Territorium Nunavut im äußersten Norden Kanadas.

## Flusslauf
Der Tree River bildet den Abfluss des Sees Kiglikavik Lake. Er verlässt den See an dessen nordwestlichen Ufer. Er fließt anfangs knapp 50 km in überwiegend nordöstlicher Richtung. Anschließend wendet er sich 25 km nach Süden und Osten. Schließlich strömt der Fluss auf seiner restlichen Fließstrecke in Richtung Nordnordost zum Coronation Gulf, an dessen Südküste der Fluss in die kleine Bucht Port Epworth mündet. Der Tree River entwässert ein Areal von ungefähr 5840 km². Im Einzugsgebiet des Tree River liegen die Seen Atanigi Lake, Akulvigutak Lake, Takijuakatak Lake und Eokuk Lake sowie zahlreiche kleinere namenlose Seen.

## Hydrometrie
8 Kilometer oberhalb der Mündung befindet sich ein Abflusspegel. Das zugehörige Einzugsgebiet umfasst 5810 km². Der gemessene mittlere Abfluss (MQ) beträgt 34,8 m³/s (1969–2018).
Im folgenden Schaubild werden die mittleren monatlichen Abflüsse des Tree River für die Messperiode 1969–2018 am Pegel 10QA001 in m³/s dargestellt.

## Tourismus
Etwa 8 Kilometer oberhalb der Mündung befindet sich eine Angler-Lodge, die von Yellowknife aus per Wasserflugzeug erreicht wird. Der Tree River ist bekannt für seine besonders großen Wandersaiblinge (arctic char).